# IC 3834
IC 3834 је спирална галаксија у сазвјежђу Гавран која се налази на листи објеката дубоког неба у Индекс каталогу.
Деклинација објекта је - 14° 13' 15" а ректасцензија 12h 51m 32,3s. Привидна величина (магнитуда) објекта IC 3834 износи 13,7 а фотографска магнитуда 14,5. IC 3834 је још познат и под ознакама MCG -2-33-30, PGC 43559.